# Auto Zeitung
Auto Zeitung er et tysk biltidsskrift, som siden 1969 (dengang Deutsche Auto-Zeitung – das unabhängige Automagazin) er blevet udgivet af Bauer Media Group. Bladet udkommer hver anden onsdag og koster i Tyskland 2,20 €. Redaktionen har sæde i Köln.

## Indhold
Bladet indeholder nyintroduktioner, tests samt beretninger fra motorsporten.

## Oplag og udbredelse
Auto Zeitung har opnået et samlet oplag på 208.527 eksemplarer og har dermed ca. 680.000 læsere. Dermed er Auto Zeitung på en fjerdeplads efter antallet af oplag efter ADAC Motorwelt samt Auto Bild og auto motor und sport.

## Auto Trophy
Prisen Auto Trophy gives årligt til biler i forskellige klasser efter læsernes valg.